# USS Doris Miller (CVN-81)
USS Doris Miller (CVN-81) je objednaná letadlová loď Námořnictva Spojených států, celkově čtvrtá jednotka třídy Gerald R. Ford. Pojmenována je podle hrdiny útoku na Pearl Harbor Dorise Millera. Bude to první letadlová loď pojmenovaná po Afroameričanovi.

## Stavba

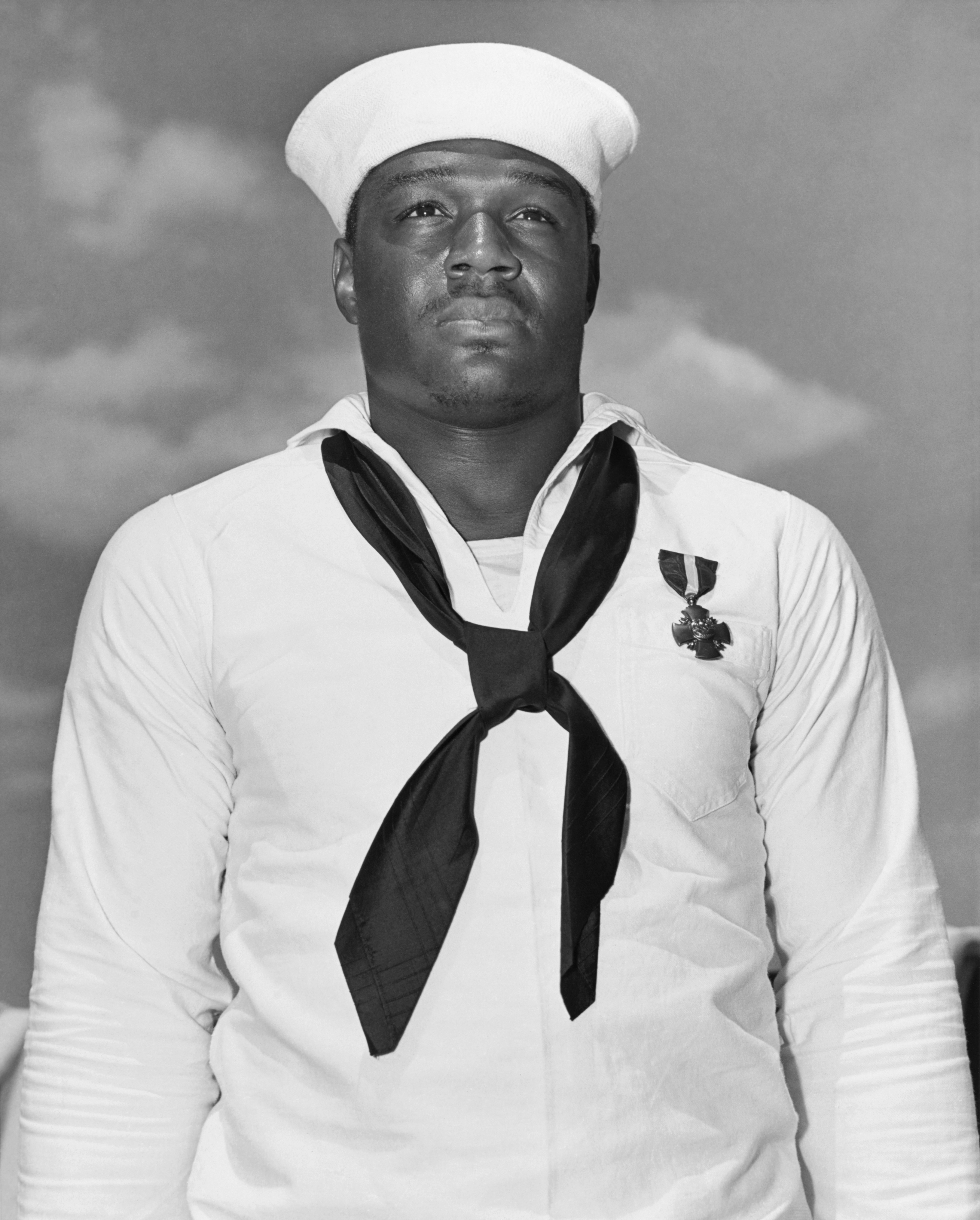
Doris Miller vyznamenaný Námořním křížem

Ceremoniál pojmenování plavidla proběhl 21. ledna 2020 na Den Martina Luthera Kinga. Stavbu zajistí americká loděnice Huntington Ingalls Industries v Newport News. Loď byla objednána v roce 2019, založení kýlu plavidla je plánováno na leden 2026, spuštění na vodu na říjen 2029 a zařazení do služby na únor 2032.
Slavnostní řezání oceli na nové plavidlo proběhlo 26. srpna 2021.